# Mahmud Abd ar-Rahman
Mahmud Abd ar-Rahman Muhammad Nur Abd ar-Rahman (ur. 22 listopada 1984 w Al-Muharrak) – piłkarz bahrajński grający na pozycji pomocnika. Mierzy 174 cm wzrostu.

## Kariera klubowa
Karierę piłkarską Abd ar-Rahman rozpoczął w klubie Al-Muharraq Sports Club. W 2004 roku zadebiutował w jego barwach w bahrajńskiej Premier League. W Al-Muharraq grał do lata 2009 z przerwą na występy w kuwejckim Al Qadsia Sports Club (wiosną 2009). Z Al-Muharraq czterokrotnie wywalczył mistrzostwo Bahrajnu (2006, 2007, 2008 i 2009), trzykrotnie Puchar Króla Bahrajnu (2005, 2008, 2009), dwukrotnie Puchar Bahrajnu (2005, 2009), czterokrotnie Puchar Korony Księcia Bahrajnu (2006, 2007, 2008, 2009) i jeden raz AFC Cup w 2008 roku.
Na początku 2010 roku Abd ar-Rahman przeszedł do katarskiego klubu Al-Shamal SC.

## Kariera reprezentacyjna
W reprezentacji Bahrajnu Abd ar-Rahman zadebiutował w 2006 roku. W 2007 roku został powołany przez selekcjonera Milana Máčalę do kadry na Puchar Azji 2007. Tam rozegrał 2 spotkania: z Indonezją (1:2) i z Koreą Południową (2:1).